# 더블릿

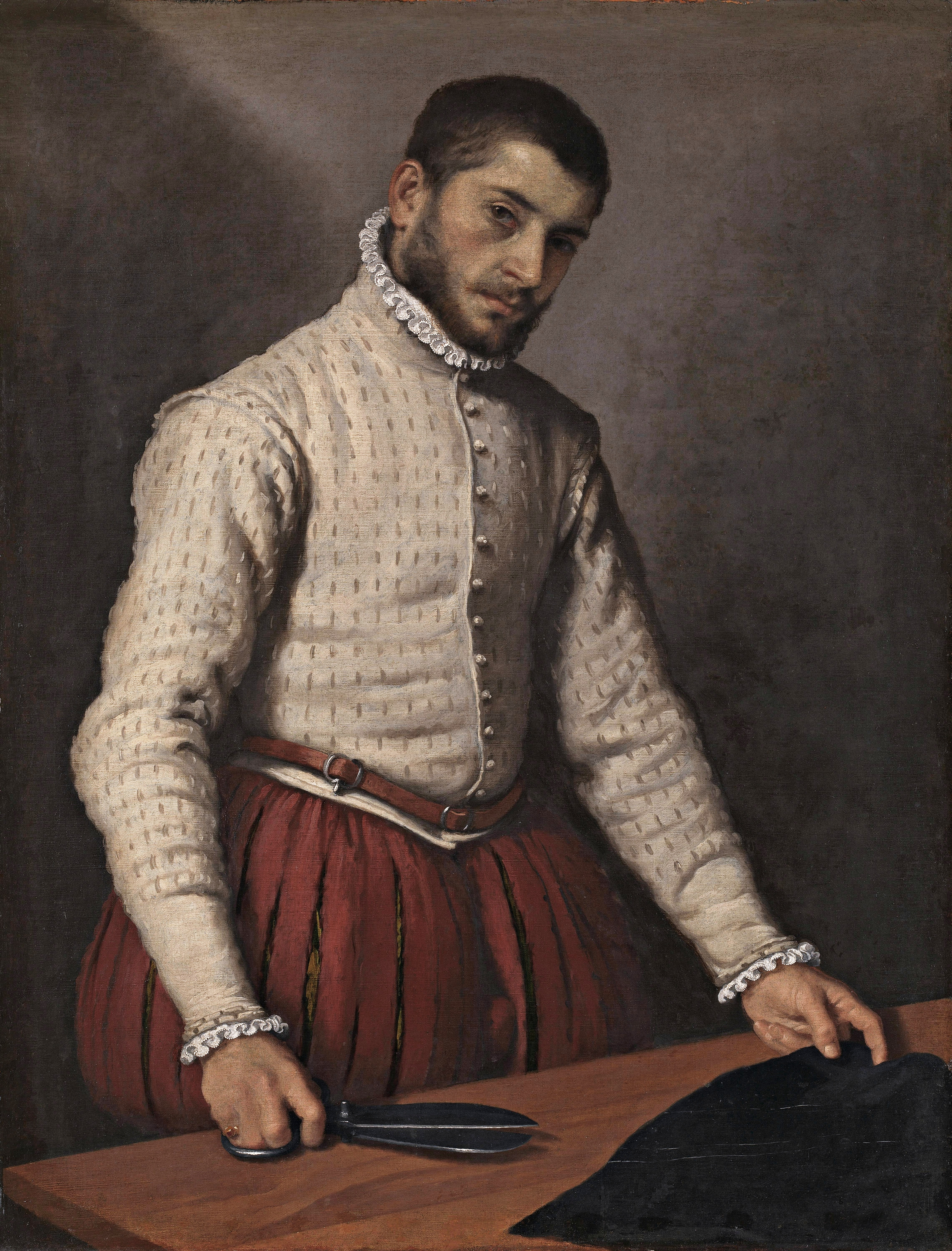

더블릿(doublet)은 남성의 몸에 딱 맞쳐져 모양을 낸, 남성이 입는 재킷이다. 이 의상은 스페인에서 입었으며 중세 후기부터 17세기 중순까지 서유럽의 나머지 지역으로까지 확산되었다. 15세기 말까지 더블릿은 보통 밖에서 가운 등의 옷 아래에 걸쳐서 입었다.
패션 목적, 그리고 몸을 따뜻하게 만드는 목적으로 300년이 넘게 지금까지 입고 있다.

## 같이 보기
- 두정갑